# Memorial Rik Van Steenbergen 2007
Il Memorial Rik Van Steenbergen 2007, diciassettesima edizione della corsa, valido come evento dell'UCI Europe Tour 2007 categoria 1.1, si svolse il 5 settembre 2007 per un percorso di 200 km. Fu vinto dal belga Greg Van Avermaet, che terminò la gara in 4h30'08" alla media di 44,42 km/h.
Furono 83 in totale i ciclisti che portarono a termine il percorso.

## Classifica (Top 10)
| Pos. | Corridore         | Squadra         | Tempo    |
| ---- | ----------------- | --------------- | -------- |
| 1    | Greg Van Avermaet | Predictor-Lotto | 4h30'08" |
| 2    | Niko Eeckhout     | Choc. Jacques   | s.t.     |
| 3    | Steven de Jongh   | Quick Step      | s.t.     |
| 4    | Volker Ordowski   | Gerolsteiner    | s.t.     |
| 5    | Baden Cooke       | Unibet.com      | s.t.     |
| 6    | Pieter Jacobs     | Unibet.com      | s.t.     |
| 7    | Andy Cappelle     | Landbouwkred.   | a 4"     |
| 8    | Kevin Neirynck    | Landbouwkred.   | a 12"    |
| 9    | Gorik Gardeyn     | Unibet.com      | a 17"    |
| 10   | Gregory Joseph    | Davitamon-JV    | s.t.     |